# The Gap Band (álbum de 1979)
The Gap Band  é o álbum de estreia em uma grande gravadora da banda The Gap Band, lançado em 1979 pela Mercury Records. É o segundo álbum do grupo auto-intitulado e o terceiro como banda. Alcançou o número dez na parada Top R&B/Hip-Hop Albums.

## Faixas
| #  | Título                   | Compositor(es)                                       | Duração |
| -- | ------------------------ | ---------------------------------------------------- | ------- |
| 1. | Shake                    | Charlie Wilson                                       | 4:57    |
| 2. | You Can Count On Me      | Buddy Jones, Charlie Wilson                          | 4:59    |
| 3. | Open Up Your Mind (Wide) | Charlie Wilson, Ronnie Wilson                        | 7:08    |
| 4. | Messin' With My Mind     | Charlie Wilson, Rick Calhoun, Robert Louis Whitfield | 4:12    |
| 5. | Baby Baba Boogie         | Charlie Wilson, Lonnie Simmons, Ronnie Wilson        | 6:36    |
| 6. | I'm In Love              | Ronnie Wilson                                        | 5:25    |
| 7. | Got To Get Away          | Robert Lynn Wilson                                   | 3:48    |
| 8. | I Can Sing               | Charlie Wilson, Ronnie Wilson                        | 5:18    |

## Paradas
| Parada (1979)             | Pico |
| ------------------------- | ---- |
| Billboard Pop Albums      | 77   |
| Billboard Top Soul Albums | 10   |

### Singles
| Ano  | Single             | Paradas | Paradas  |
| Ano  | Single             | US R&B  | US Disco |
| ---- | ------------------ | ------- | -------- |
| 1979 | "Baby Baba Boogie" | -       | 48       |
| 1979 | "Shake"            | 4       | -        |